# Judy Simpson
Judy Simpson (née le 14 novembre 1960 à Kingston) est une ancienne athlète britannique spécialiste de l'heptathlon. 

## Palmarès

### Championnats d'Europe d'athlétisme
- Championnats d'Europe d'athlétisme 1986 à Stuttgart,  Allemagne
  -  Médaille de bronze de l'heptathlon

### Jeux du Commonwealth
- Athlétisme aux Jeux du Commonwealth de 1982 à Brisbane,  Australie
  -  Médaille d'argent de l'heptathlon
- Athlétisme aux Jeux du Commonwealth de 1986 à Édimbourg,  Écosse
  -  Médaille d'or de l'heptathlon
- Athlétisme aux Jeux du Commonwealth de 1990 à Auckland,  Nouvelle-Zélande
  -  Médaille de bronze de l'heptathlon